# Алькарас, Антолин
Антоли́н Алькара́с Виве́рос (исп. Antolín Alcaraz Viveros; 30 июля 1982, Сан-Роке-Гонсалес) — парагвайский и итальянский футболист, выступавший на позиции центрального защитника.

## Клубная карьера
После старта в любительском футболе в своей стране 19-летний Алькарас отправился в Аргентину, где подписал контракт с клубом «Расинг» из Авельянеды. Летом 2002 года он был куплен «Фиорентиной», но итальянский клуб вскоре столкнулся с банкротством и вылетел в четвёртый дивизион. После этого он был на просмотре в «Палермо», но в конечном счёте уехал в португальский клуб «Бейра-Мар».
После семи появлений на поле по прошествии половины сезона Алькарас стал одним из лучших защитников в Лиге Сагриш, в итоге он получил капитанскую повязку; в сезоне 2005/06, он помог клубу «Бейра-Мар» из Авейру вернуться в Высший дивизион, сыграв в 31 матче того сезона.
30 апреля 2007 года Алькарас подписал контракт с бельгийским «Брюгге». После слабого первого сезона он в итоге стал лидером и здесь. Он помог команде дважды занять третье место и один раз второе.
14 мая 2010 года Алькарас перешёл в «Уиган Атлетик», выступающий в Английской Премьер-лиге. Сумма трансфера не оглашается.

## Карьера в сборной
В 26 лет (ноябрь 2008) Алькарас получил свой первый вызов в сборную Парагвая.
Он попал в состав сборной, поехавшей на чемпионат мира 2010; 14 июня в первом матче группового этапа против Италии, в своём всего лишь седьмом матче за сборную, Алькарас забил гол на 39-й минуте, в итоге матч завершился ничьей со счётом 1:1. Алькарас был признан лучшим игроком матча.

### Голы за сборную
| № | Дата         | Место проведения                              | Оппонент  | Счёт | Результат | Соревнование        |
| - | ------------ | --------------------------------------------- | --------- | ---- | --------- | ------------------- |
| 1 | 14 июня 2010 | «Кейптаун Стэдиум», Кейптаун, ЮАР             | Италия    | 1:0  | 1:1       | Чемпионат мира 2010 |
| 2 | 13 июля 2011 | «Падре Эрнесто Мартеарена», Сальта, Аргентина | Венесуэла | 1:1  | 3:3       | Кубок Америки 2011  |

## Клубная статистика
| Сезон   | Клуб                | Страна     | Лига                        | Игры | Голы |
| ------- | ------------------- | ---------- | --------------------------- | ---- | ---- |
| 2000/01 | Teniente Farina     | Парагвай   |                             | ?    | ?    |
| 2001/02 | Расинг (Авельянеда) | Аргентина  | Примера Дивизион            | 0    | 0    |
| 2002/03 | Фиорентина          | Италия     | Серия С2                    | 0    | 0    |
| 2002/03 | Бейра-Мар           | Португалия | Лига Сагриш                 | 7    | 0    |
| 2003/04 | Бейра-Мар           | Португалия | Лига Сагриш                 | 24   | 2    |
| 2004/05 | Бейра-Мар           | Португалия | Лига Сагриш                 | 24   | 1    |
| 2005/06 | Бейра-Мар           | Португалия | Второй дивизион             | 31   | 0    |
| 2006/07 | Бейра-Мар           | Португалия | Лига Сагриш                 | 23   | 3    |
| 2007/08 | Брюгге              | Бельгия    | Бельгийский первый дивизион | 10   | 1    |
| 2008/09 | Брюгге              | Бельгия    | Бельгийский первый дивизион | 29   | 3    |
| 2009/10 | Брюгге              | Бельгия    | Бельгийский первый дивизион | 29   | 1    |
| 2010/11 | Уиган Атлетик       | Англия     | Английская Премьер-лига     | 3    | 0    |
| Итого   |                     |            |                             | 180  | 11   |

## Титулы и достижения
- Чемпион Парагвая (2): Апертура 2016, Апертура 2017
- Обладатель Кубка Англии (1): 2012/13
- Финалист Кубка Америки (1): 2011

## Личная жизнь
30 июля 2007 года Алькарас женился на своей подруге Эванхелине. 10 ноября следующего года у пары появился первый ребёнок, сын Валентино.